# إنجي ميركل
إنجي ميركل Inge Merkel (ولدت في فيينا 1922- ماتت في المكسيك 2006) هي أديبة نمساوية.

## حياتها
نشأت إنجي ميركل في فيينا. ودرست التاريخ واللغة الألمانية وآدابها في جامعة فيينا. وعملت من عام 1974 حتى عام 1984 مدرسة للغة اللاتينية في مدرسة ثانوية.

## أدبها
بدأت إنجي ميركل حياتها الأدبية في سن الستين, فكتبت مجموعة قصصية وست روايات أخرى. وقد حصل عملها الأول " الوجه الآخر"، الذي لم يكن معدا مكتوبا للنشر أصلا, على جائزة أسبيكته الأدبية كأفضل عمل أول. كما أنها حصلت على جوائز أدبية أخرى عديدة.

## أعمالها
1. الوجه الآخر (1982)
2. زواج عادي جدا (1987)
3. جاءت إلى الملك سليمان (2001)

## روابط خارجية
- إنجي ميركل على موقع مونزينجر (الألمانية)